# Smidtia conspersa
Smidtia conspersa là một loài ruồi trong họ Tachinidae.